# Samir Al-Rifai
Ne doit pas être confondu avec Samir Rifaï.
Samir Al-Rifai (en arabe: سمير الرفاعي) est un homme politique jordanien né le 30 janvier 1901 à Safed dans l'Empire Ottoman et mort le 12 octobre 1965 à Amman. Il a été premier ministre de la Jordanie six fois en tout. Son premier mandat se déroule entre 1944 et 1945 durant l'Émirat de Transjordanie. Son dernier mandat se déroule quant à lui en 1963 seulement deux ans avant sa mort.
Son fils, Zaid al-Rifai, sera lui aussi premier ministre dans les années 1970 et 1980. Son petit-fils, Samir Rifai, sera également premier ministre du pays durant le printemps arabe en 2011.